# هولي هولم
هولي رينيه هولم (بالإنجليزية: Holly Holm) (ولدت في 17 أكتوبر 1981) فنانة قتالية أمريكية مختلطة تتنافس في بطولة القتال النهائي. بطلة بطولة القتال النهائي للسيدات سابقة في وزن الديك، وملاكمة محترفة سابقة وكيك بوكسر. بطلة العالم عدة مرات في الملاكمة، ودافعت عن ألقابها 18 مرة في ثلاث فئات الوزن، ومقاتلة مجلة رينج مرتين من العام (2005 ، 2006). وقد صنفتها BoxRec كأفضل ملاكم محترف في المرتبة العاشرة على الإطلاق.
تصنف هولي من أفضل مقاتلات في بطولة القتال النهائي وفازت 14 مرة وخسرت خمس مرات وتحمل سلسلة من الإنتصارات عشر مرات متتالية، وهي منذ 1 يوليو 2019 فيها اليوم في المرتبة الثانية للوزن الخفيف للسيدات، في في المرتبة الثامنة في التقييم نسبة إلى الوزن.

## روابط خارجية
- هولي هولم على موقع IMDb (الإنجليزية)
- هولي هولم على موقع أول موفي (الإنجليزية)
- هولي هولم على موقع قاعدة بيانات الفيلم (الإنجليزية)
- هولي هولم على موقع كينوبويسك (الروسية)
- هولي هولم على موقع بوكس ريك (الإنجليزية) (registration required)
- هولي هولم على موقع يو إف سي (الإنجليزية)
- هولي هولم على موقع بيلاتور (الإنجليزية)
- هولي هولم على موقع شيردوغ (الإنجليزية)
- هولي هولم على موقع Tapology.com (الإنجليزية)